# بابلو فيتار
بابلو فيتار (مواليد 1 نوفمبر 1993) هو ممثل بلباس امرأة ومغني برازيلي بدأ مسيرته الفنية عام 2015.

## وصلات خارجية
- بابلو فيتار على موقع IMDb (الإنجليزية)
- بابلو فيتار على موقع ميوزك برينز (الإنجليزية)
- بابلو فيتار على موقع أول ميوزيك (الإنجليزية)
- بابلو فيتار على موقع ديسكوغز (الإنجليزية)
- بابلو فيتار على موقع قاعدة بيانات الفيلم (الإنجليزية)